# Senua's Saga: Hellblade II
Senua's Saga: Hellblade II est un jeu vidéo d'action-aventure développé par Ninja Theory et édité par Xbox Game Studios, sorti sur Microsoft Windows et Xbox Series le 21 mai 2024. Il fait suite à Hellblade: Senua's Sacrifice sorti en 2017. 

## Synopsis
Senua's Saga: Hellblade II se déroule en Islande aux alentours du Xe siècle,.

## Développement
En 2018, Microsoft rachète le studio Ninja Theory, à l'origine de Hellblade: Senua's Sacrifice. À l'occasion des Game Awards 2019, Microsoft annonce sa suite Senua's Saga: Hellblade II, disponible sur sa future console Xbox Series présentée au même événement, ainsi que sur Microsoft Windows,. Le jeu est développé avec l'Unreal Engine 5. Melina Juergens reprend le rôle de Senua, pour lequel elle avait notamment reçu le prix de la meilleure performance lors des Game Awards 2017,.
En décembre 2019, le groupe de folk expérimental Heilung annonce participer à la bande-son du jeu.
En juin 2023, une bande-annonce est publiée et la sortie du jeu est annoncée pour 2024.
En décembre 2023, les développeurs profitent des Game Awards pour diffuser une nouvelle bande-annonce sur le gameplay du jeu. Une date de sortie est annoncée pour le 21 mai 2024 lors du Xbox Developer_Direct.

## Accueil

### Réception critique
Senua's Saga: Hellblade II reçoit un accueil critique « généralement favorable », obtenant le score global de 81 % sur l'agrégateur de notes Metacritic.

### Récompenses
Aux Game Awards 2024, Senua's Saga: Hellblade II est nommé pour les récompenses de la « meilleure narration » et du « meilleur jeu à message positif », et remporte le prix du « meilleur design sonore » ainsi que celui de la « meilleure performance d'acteur » pour Melina Juergens qui incarne Senua.